# Sylwester Czosnowski

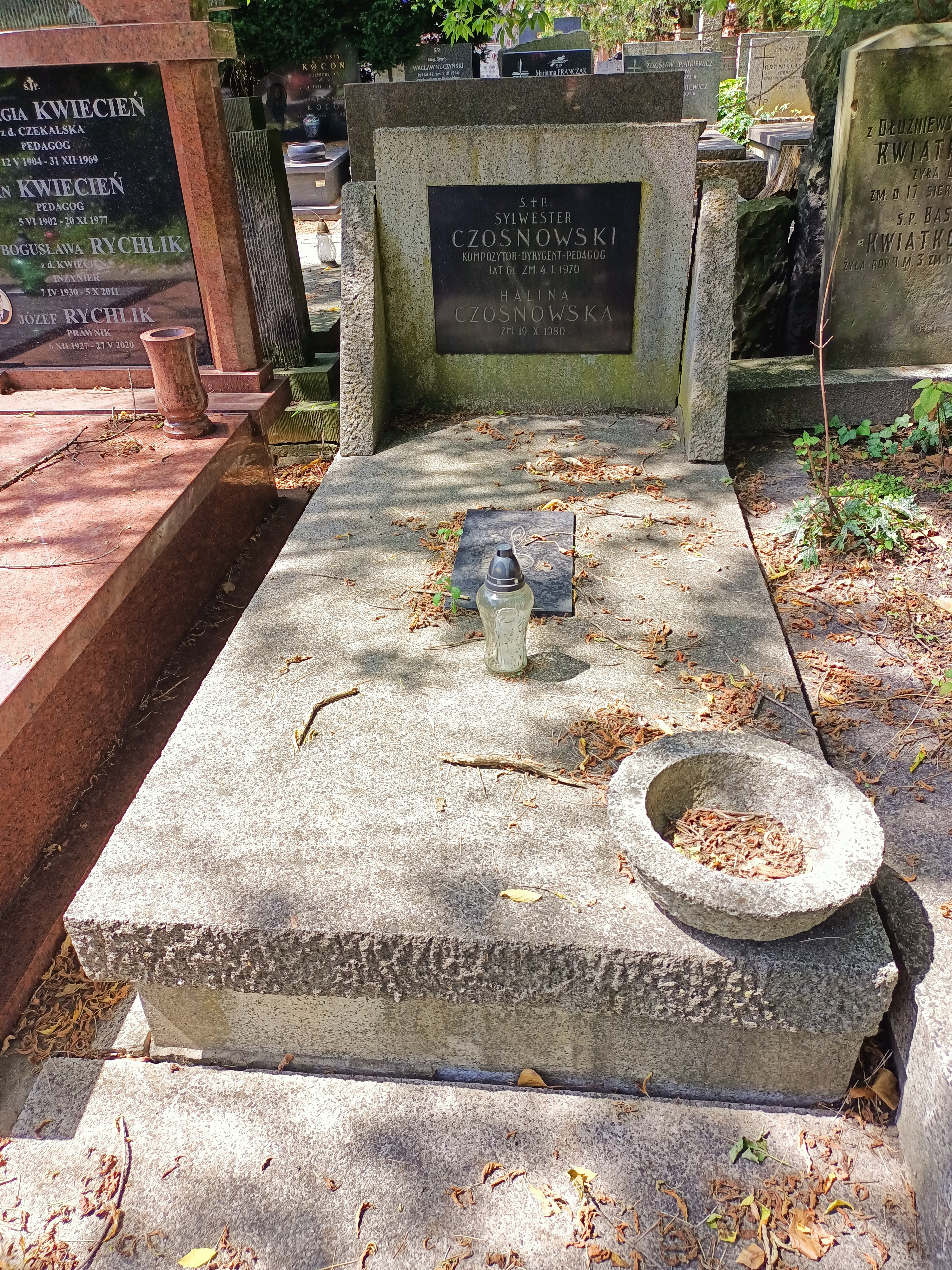
Grób Sylwestra Czosnowskiego na Cmentarzu Powązkowskim w Warszawie

Sylwester Czosnowski (ur. 2 grudnia 1908 w Płocku, zm. 4 stycznia 1970 w Warszawie) – polski dyrygent i pedagog muzyczny.

## Życiorys
W latach 1922–1929 studiował w Konserwatorium Wileńskim u Eugeniusza Dziewulskiego (teoria i kompozycja) i Adama Wyleżyńskiego (dyrygentura), następnie od 1929 do 1931 roku był uczniem Witolda Friemanna (kompozycja) i Milana Zuny (dyrygentura) w Konserwatorium Muzycznym w Katowicach. Od 1932 do 1936 roku był wykładowcą Konserwatorium Wileńskiego. W 1936 roku dyrygował orkiestrą wileńskiej rozgłośni Polskiego Radia. W latach 1936–1937 przebywał w Paryżu, gdzie odbył uzupełniające studia muzyczne u Nadii Boulanger i Philippe’a Gauberta. Po powrocie do kraju założył w 1938 roku szkołę muzyczną w Brześciu nad Bugiem. W 1938 i 1939 roku występował jako dyrygent Opery Ludowej w Teatrze Na Wyspie w Łazienkach Królewskich. W latach 1940–1941 był wykładowcą Konserwatorium Lwowskiego. Był także kierownikiem artystycznym lwowskiego Teatru Dramatycznego, dla którego przygotował opracowanie muzyczne Krakowiaków i Górali Wojciecha Bogusławskiego.
Po II wojnie światowej był kierownikiem Teatru Muzycznego w Szczecinie (1946–1948) oraz Ludowego Teatru Muzycznego w Warszawie (1948–1952 i 1957–1959). Od 1950 do 1952 roku dyrygował orkiestrą symfoniczną Warszawskiego Towarzystwa Muzycznego. Był także dyrygentem Zespołu Pieśni i Tańca Wojska Polskiego.
Komponował głównie muzykę teatralną i baletową.